# Río Abukuma
El río Abukuma (阿武隈川 Abukuma-gawa?) es un curso de agua japonés que, con una longitud de 234 km, es considerado como el segundo río más largo de la región de Tohoku y el sexto más largo de Japón. Atraviesa la prefectura de Fukushima y la prefectura de Miyagi, naciendo en las montañas Nasu y recolectando aguas de afluentes provenientes de las montañas Ōu y las tierras altas de Abukuma (阿武隈高地 Abukuma-kōchi?), para luego desembocar en el Océano Pacífico como un importante río. Tiene un área de 5390 km² de cuencas, y alrededor de 1,2 millones de personas viven a lo largo de su curso.
El río fluye hacia el norte a través de Nakadōri en la prefectura de Fukushima, pasadas las ciudades de Shirakawa, Sukagawa, Kōriyama, Nihonmatsu y Fukushima. La porción del río que fluye entre Nihonmatsu y Fukushima forma un profundo barranco llamado Hōrai-kyō (en japonés: 蓬莱峡). Tras cruzar el límite norte de las largas colinas bajas de Abukuma, el río desemboca en la prefectura de Miyagi, más allá de la ciudad de Kakuda y entre Iwanuma y Watari antes de llegar al Pacífico. El Abukuma tiene un afluente llamado río Arakawa.